# Ann Björkhem
Ann Signe Elisabeth Björkhem, född 6 december 1947 i Svalöv, är en svensk författare och översättare.
Björkhem har tillsammans med sin make, Örjan Björkhem, också skrivit under pseudonymen "Elisabet & Per Reymers".
Bland de författare vars verk hon sedan 1977 översatt till svenska märks Virginia C. Andrews, Barbara Taylor Bradford, Barbara Cartland, Jojo Moyes, Peter Brookesmith, "Anitra" (pseudonym för Aslaug Jevanord), Noel Barber, Cathy Linton, John E. Gardner, Jenny Cockell, Cynthia Freeman, Sophie Kinsella, Judith Lennox, James Redfield, Patricia Wendorf och Monica Ali.
Ann Björkhem är dotter till författaren Elsi Rydsjö. Björkhems mormors bror var Gunnar Serner.

### Vita Serien
- Nr 146: Syster Katarinas diagnos
- Nr 148: Livsgnistan
- Nr 150: Den olycklige kirurgen
- Nr 154: Patienten på sal 4 (1974)
- Nr 165: Lånad tid (1974)
- Nr 166: Nattvak (1974)
- Nr 167: Läkarhuset Lejongården (1975)
- Nr 168: Beslutet (1975)
- Nr 169: Avdelning 6, sal 7 (1975)
- Nr 170: Syster Ragnhild (1975)
- Nr 173: Syster Helenas nya liv (1975)
- Nr 174: Livstråden (1975)
- Nr 182: En tablett till natten (1976)
- Nr 185: Semestervikarie söker (1976)
- Nr 186: Flygturen (1976)
- Nr 189: Får syster komma? (1977)
- Nr 192: Narkossköterskan (1977)
- Nr 196: Syster Lisbeths bekymmer (1977)
- Nr 206: Syster på Nyckelskär (1978)
- Nr 212: Luftslottet (1978)
- Nr 217: En läkares dilemma (1979)
- Nr 218: Syster Maria får bekymmer (1979)
- Nr 220: Syster Marianne (1979)
- Nr 223: Hämta barnmorskan! (1979)
- Nr 230: Ett barn försvinner (1980)
- Nr 232: Syster Monica och männen (1980)
- Nr 240: Syster Birgittas bekymmer (1980)
- Nr 242: Det stora sveket (1981)
- Nr 248: Syster Barbro i farten (1981)
- Nr 254: Mysterier i vitt (1982)
- Nr 257: Natt på sjuan (1982)
- Nr 261: Syster Annika (1982)

### Hjärter dam
- Nr 10: Marie-Louise (1974)
- Nr 12: Marie-Louise och kärleken (1974)
- Nr 14: Grönskande land (1975)
- Nr 23: Alla dina gyllene löften (1976)
- Nr 26: Dubbelt svek (1976)

### Mysrysare
- Nr 117: En röst ur mörkret (1975)
- Nr 192: Döden går i änglamark (1981)